# IC 273
IC 273 је спирална галаксија у сазвјежђу Кит која се налази на листи објеката дубоког неба у Индекс каталогу.
Деклинација објекта је + 2° 46' 34" а ректасцензија 2h 57m 10,7s. Привидна величина (магнитуда) објекта IC 273 износи 13,4 а фотографска магнитуда 14,3. IC 273 је још познат и под ознакама UGC 2425, MCG 0-8-52, CGCG 389-52, IRAS 02546+0234, PGC 11156.